# Taavi Rõivas
Taavi Rõivas (Tallinn, 26 settembre 1979) è un politico estone.
È stato Primo ministro dell'Estonia dal 26 marzo 2014 al 23 novembre 2016.

## Biografia
Nel 1997 ottiene un diploma in marketing e macroeconomia alla Scuola di scienze di Tallinn. Nel 1998 aderisce al Partito Riformatore Estone guidato da Siim Kallas. L'anno successivo è chiamato da Märt Rask, allora ministro della giustizia, a diventare suo consigliere.
Tornato nel settore privato nel 2002, ottiene un diploma in scienze economiche e amministrazione all'università di Tartu, ma torna alla politica già l'anno seguente come direttore dell'ufficio di Paul-Eerik Rummo, allora ministro per la popolazione e gli affari etnici.
Eletto sindaco del distretto di Haabersti a Tallinn nel 2004, è nominato l'anno seguente consigliere del nuovo primo ministro Andrus Ansip.

### Parlamentare e ministro
Nelle elezioni parlamentari del 2007 viene eletto membro del Riigikogu, il parlamento estone, divenendo presidente della commissione finanze. Rieletto nelle elezioni parlamentari del 2011, viene scelto come presidente della commissione per le politiche dell'Unione europea.
L'11 dicembre 2012, grazie ad un rimpasto di governo, entra a far parte del governo Ansip III come ministro delle politiche sociali.

### Primo ministro
Dopo le dimissioni di Andrus Ansip, rassegnate il 4 marzo 2014, e la rinuncia a succedergli di Siim Kallas, il Partito Riformatore Estone (in estone Reformierakond), di cui fa parte, il 12 marzo lo ha candidato a diventare il nuovo Primo ministro dell'Estonia.
Il 14 marzo il presidente Toomas Hendrik Ilves ha pertanto invitato Rõivas a formare un nuovo governo col sostegno del Partito Socialdemocratico, guidato da Sven Mikser.
Il 20 marzo è stato siglato l'accordo di governo tra i due partiti. Il 24 marzo egli ha ricevuto l'approvazione del Riigikogu alla formazione del suo governo con 55 voti favorevoli contro 36.
Dopo aver presentato la lista dei ministri ed ottenuto l'approvazione dal presidente della repubblica, il 26 marzo ha giurato insieme al suo governo entrando così in carica; è stato il più giovane primo ministro d'Europa.
Dopo le elezioni parlamentari del 2015, in cui il Partito Riformatore Estone si era riconfermato prima forza politica, Rõivas aveva formato un nuovo governo con una coalizione di tre partiti (il proprio, il Partito Socialdemocratico e il conservatore Unione Patria e Res Publica), ottenendo così una maggioranza di 59 seggi su 101 nel Riigikogu il 9 aprile 2015.
A seguito delle divergenze su molte questioni di governo e soprattutto sulla gestione delle riforme economiche, la coalizione che lo sosteneva si è sgretolata nei primi giorni di novembre 2016. Non volendosi dimettere spontaneamente, il 9 novembre Taavi Rõivas si è presentato davanti al Riigikogu che ha votato la sfiducia contro il suo governo, con 63 favorevoli, 28 contrari e 10 astenuti. A seguito dell'approvazione del nuovo governo guidato da Jüri Ratas, il mandato di Rõivas si è concluso il 23 novembre 2016, dopo 974 giorni in carica.

### Vita privata
Taavi Rõivas è sposato con la cantante pop Luisa Värk e ha una figlia (Miina Rihanna) nata nel 2009.
Lo scandalo dell'ottobre 2017, in cui Rõivas e alcuni imprenditori estoni hanno molestato delle ragazze in Malaysia ha leso moltissimo all'immagine del giovane politico che si è temporaneamente ritirato da ogni carica nel suo partito. Ad aggravare la situazione i media estoni hanno pubblicato delle foto imbarazzanti in cui si vede il politico in evidente stato di ebbrezza presenziare ad un rave (Weekend Baltic Pärnu 2017), immagini poco consone alla figura di un ex premier.